# Censorinus
Censorinus – rzymski gramatyk i pisarz, którego twórczość przypada na III wiek n.e. Nie jest pewne jak długo żył i kiedy umarł. Najważniejsze jego zachowane dzieło to De Die Natali. Napisał je w 238 r., dedykując swemu patronowi Kwintusowi Cereliuszowi jako prezent urodzinowy. 

## Twórczość
Wśród dzieł, które napisał Censorinus, zachowało się jedynie – choć też w stanie niekompletnym – O dniu narodzin (De Die Natali). Utwór ten został opublikowany między 25 czerwca a 28 sierpnia 238 r. Dzieło w swej formie bardzo oryginalne. Dzieli się na dwie części. Dedykacja wstępna to retoryczny popis, dowód prawdziwego talentu i elegancji naszego autora. Treść obejmuje różnorodne zagadnienia: naturalną historię człowieka, wpływ gwiazd, geniusz, muzyka, obrzędy religijne, astronomię, nauczanie greckich filozofów oraz tematykę antykwaryczną. Autor zadaje pytania poruszając bardzo szerokie spektrum problematyki: wielkość Ziemi, odległość pomiędzy planetami, długość trwania ciąży, a nawet problem pierwszeństwa jajka lub kury. Odnosi się do Babilończyków, Judejczyków, Egipcjan, a nawet małych społeczności lokalnych Imperium Rzymskiego.
W tym małym dziele Censorius wymienia ogółem aż 69 starożytnych pisarzy. Dzieło jest cennym źródłem wiedzy m.in. o mało znanych starożytnych pisarzach oraz zaginionych księgach Etrusków, czy obchodach rzymskich świąt. Jest też bardzo ważnym źródłem dla odtworzenia chronologii starożytnego świata. Sposób datowania wydarzeń autor podaje w wyjątkowo precyzyjny sposób, jak żaden inny starożytny pisarz. Zaskakujący w dziele jest absolutny brak odwołań do współczesnych wydarzeń. Autor - w przeciwieństwie do Tacyta, czy Swetoniusza - nie przytacza złośliwych plotek, oszczerstw. Niezwykle interesujące są odwołania do twórczości Horacego, co daje wiele możliwości do interpretowania dzieła Censorinusa oraz wysuwania wielu ciekawych, choć nieweryfikowalnych hipotez. 
Znane są tytuły dwóch niezachowanych dzieł: De accentibus i Ars grammatica.